# Naum Gabo
Naum Gabo KBE (Bryansk, Imperio Ruso, 5 de agosto de 1890 - Waterbury, Connecticut, 23 de agosto de 1977) fue un escultor constructivista ruso y uno de los pioneros del arte cinético. 

## Biografía
Nacido en el seno de una familia askenazi, con el nombre de Naum Neemia Pevsner, lo cambia para evitar la confusión con su hermano mayor, Antoine Pevsner. Su principal influencia ha sido en el Reino Unido, donde vivió en los años 1930 y presentó el Constructivismo a una generación de artistas como Barbara Hepworth, Ben Nicholson, Victor Pasmore o Peter Lanyon que vinieron a dominar las artes visuales de posguerra.  
Gabo recibió una educación científica. Se graduó en 1910-11 en el instituto de Kursk e ingresó en la facultad de medicina de la Universidad de Múnich. En 1911-12 asistió a las conferencias de Wölfflin sobre historia del arte, mientras que en 1912 realizó un viaje por Italia para revisar las colecciones artísticas de Venecia, Milán y Florencia. En 1913-14 visitó a su hermano Pevsner en París y tuvo la oportunidad de estudiar los cuadros cubistas. En 1914 fue con su otro hermano Alekséi a Dinamarca y a Noruega, donde realizó sus primeras construcciones en 1915. Empezó a crear bustos y cabezas de inspiración Cubista, estas esculturas estaban hechas a partir de materiales industriales como láminas de metal o cartón recortado, como Cabeza construida n.º 2, de 1916, resume sus planteamientos de esta época, hecha de piezas de metal soldadas, la estructura interna de la forma se revelaba e incorporaba al espacio dentro de sí, u obras que se caracterizaban por su calidad arquitectónica monumental como La Columna. En 1917 regresó a Rusia y se estableció en Moscú; trabajó en el estudio de su hermano Antoine en los Estudios Libres de Arte del Estado y participó en los debates artísticos de la época. En agosto de 1920 resumió sus ideas en el Manifiesto Realista (Realistícheski manifest), Gabo no pudo aceptar el imperativo utilitario de los constructivistas rusos y en 1922 abandonó Rusia y marchó a Berlín.

## Constructivismo
Tras el estallido de la guerra se trasladó a Copenhague (Dinamarca) con su hermano más joven, Alekséi, que hace sus primeras construcciones bajo el nombre de Naum Gabo en 1915. Estas construcciones más tempranas eran originalmente en cartón o madera figurativas como el Head No.2 en la colección de Tate. Él regresó a Rusia en 1917, involucrándose en la política y arte por lo que pasan cinco años en Moscú con Pevsner. Gabo donó el Agitprop las exhibiciones aéreas abiertas y enseñó en 'Vjutemás' el arte más alto y el taller técnico, con Vladímir Tatlin, Vasili Kandinsky y Aleksandr Ródchenko. Durante este período los alivios y construcción se pusieron más geométricas y Gabo empezó a experimentar, sin embargo, con la escultura cinética que la mayoría del trabajo estaba perdida o destruida. Los planes de Gabo se habían puesto en aumento monumentales pero había una oportunidad pequeña de aplicarlos comentando 'era la altura de guerra civil, hambre y desorden en Rusia. Para encontrar cualquier parte de maquinaria… estaba al lado del imposible'.
Gabo escribió y emitió juntamente con Pevsner en agosto de 1920 el Manifiesto Realista proclamando los principios de puro Constructivismo - la primera vez que el término fue usado. En el manifiesto Gabo criticó el Cubismo y el Futurismo como no volverse las artes totalmente abstractas y declaró que la experiencia espiritual era la raíz de producción artística. Gabo y Pevsner promovieron el manifiesto organizando una exhibición en un kiosco de música en el Bulevar Tverskói en Moscú y anunciaron el manifiesto en las acumulaciones alrededor de la ciudad.